# Dolichomitus dolichosoma
Dolichomitus dolichosoma är en stekelart som först beskrevs av Henry Lorenz Viereck 1912.  Dolichomitus dolichosoma ingår i släktet Dolichomitus och familjen brokparasitsteklar. Inga underarter finns listade i Catalogue of Life.